# Coral
Coral er en amerikansk stumfilm fra 1915 af Henry MacRae og Normand McDonald.

## Medvirkende
- Marie Walcamp som Coral
- Wellington A. Playter som Philip Norton
- Ruby Cox som Helen Norton
- Rex De Rosselli som Dan McQuade
- Mr. Titus som Norton